# Planet Waves
Planet Waves är ett musikalbum av Bob Dylan och The Band utgivet 1974 på Asylum Records (Island Records i Storbritannien). Det var Dylans första riktigt genomarbetade studioalbum sedan New Morning kom ut 1970. Albumet spelades in på fyra dagar 1973, mellan 5 november och 9 november. Musiken på det här albumet är väldigt lugn och nedstämnd. Många av låtarna är personligt reflekterande och direkta. De sägs mestadels handla om Bob Dylans liv med hans fru Sara. "Forever Young" är den mest kända låten på albumet.
Albumets omslag var målat av Dylan själv. På baksidan fanns en handskriven text av Dylan liknande ett dagboksinlägg. I texten återfanns vissa obscena ord som gjorde att de amerikanska och engelska utgåvorna av skivan utgavs med ett omslagspapper som täckte detta.

## Låtlista
Låtarna skrivna av Bob Dylan.
1. "On a Night Like This" - 2:59
2. "Going, Going, Gone" - 3:28
3. "Tough Mama" - 4:16
4. "Hazel" - 2:49
5. "Something There Is About You" - 4:43
6. "Forever Young" - 4:57
7. "Forever Young (Continued)" - 2:48
8. "Dirge" - 5:37
9. "You Angel You" - 2:54
10. "Never Say Goodbye" - 2:53
11. "Wedding Song" - 4:42

## Listplaceringar
| Lista (1974)   | Position            |
| -------------- | ------------------- |
| Danmark        | 5 (DR "Top 30")     |
| Kanada         | 1 (RPM)             |
| Nederländerna  | 7                   |
| Norge          | 5 (VG-lista)        |
| Storbritannien | 7 (UK Albums Chart) |
| Sverige        | 7 (Kvällstoppen)    |
| USA            | 1 (Billboard 200)   |
| Västtyskland   | 34                  |
| Österrike      | 4                   |